# Matthias Reim
Matthias Reim, född 26 november 1957 i Korbach, Hessen, är en tysk sångare. Han har sedan debuten som soloartist 1990 släppt tjugo studioalbum som sammantaget sålt i över tre miljoner exemplar. Sin största hit hade han med "Verdammt, ich lieb' Dich" från debutalbumet Reim 1990. Den låg på den tyska topplistan i totalt 39 veckor, varav 16 som nummer ett, ett rekord som stod sig till 2017. Singeln har totalt sålt i över två och en halv miljon exemplar.

## Biografi
Matthias Reim föddes i Korbach, men växte upp i Homberg, en stad i norra Hessen där hans far var gymnasieföreståndare. Efter sin gymnasiexamen studerade han   germanistik, engelska och litteraturvetenskap vid universitetet i Göttingen, men studierna drog ut på tiden eftersom han tillbringade en ansenlig tid i musikstudion.
Under den första hälften av 1980-talet spelade han i ett par rockband, och senare i ett syntband. Samtidigt arbetade han som låtskrivare åt flera tyska schlagerartister.
Sin solokarriär inledde han i början av 1990-talet. Debutalbumet Reim släpptes i juni 1990. Det låg på de tyska, österrikiska och schweiziska topplistorna under 53, 29 respektive 32 veckor, som bäst på första eller andra plats. Utöver "Verdammt, ich lieb' dich" släpptes ytterligare två singlar från albumet, varav "Ich hab' geträumt von dir" låg 28 veckor på den tyska listan och uppnådde en andraplats.

## Artistsamarbeten
Genom åren har Reim sjungit duetter med diverse artister, däribland Bonnie Tyler som han spelade in singeln "Vergiß es (Forget It)" med under 2004. Han har också sjungit tillsammans med den tyska schlagersångerskan Michelle, som han även haft ett förhållande med.

## Ekonomiska problem
Reim hamnade under mitten av 00-talet i ekonomisk insolvens, delvis på grund av misslyckade fastighetsinvesteringar. För att ta sig på fötter igen inledde han ett samarbete med biluthyrningsfirman Sixt och spelade in en parodiversion av sin största hit, men bytte ut textraden "verdammt, ich lieb' dich, ich lieb' dich nicht" (ung. fan, jag älskar dig, jag älskar dig inte) till "verdammt ich hab nichts, ich miet bei Sixt" (ung. fan, jag har inget, jag hyr hos Sixt).

## Privatliv
Matthias Reim har varit gift fyra gånger. Han har sex barn, varav fem stammar ur äktenskapen. Två av hans barn, Julian och Marie, är också schlagersångare. Sonen Bastian (född 1987) avled 2022. Låten "Bastian - Blaulicht in der Nacht" är tillägnad honom.

## Diskografi

### Album
- Reim (1990)
- Reim 2 (1991)
- Sabotage (1993)
- Zauberland (1994)
- Alles klar (1995)
- Reim 3 (1997)
- Sensationell (1998)
- Wolkenreiter (2000)
- Morgenrot (2002)
- Reim 2003 (2003)
- Unverwundbar (2005)
- Männer sind Krieger (2007)
- Sieben Leben (2010)
- Unendlich (2013)
- Die Leichtigkeit des Seins (2014)
- Phoenix (2016)
- Meteor (2018)
- MR20 (2019)
- Matthias (2022)
- Zeppelin (2024)